# Tituly a vyznamenání Wesleyho Clarka

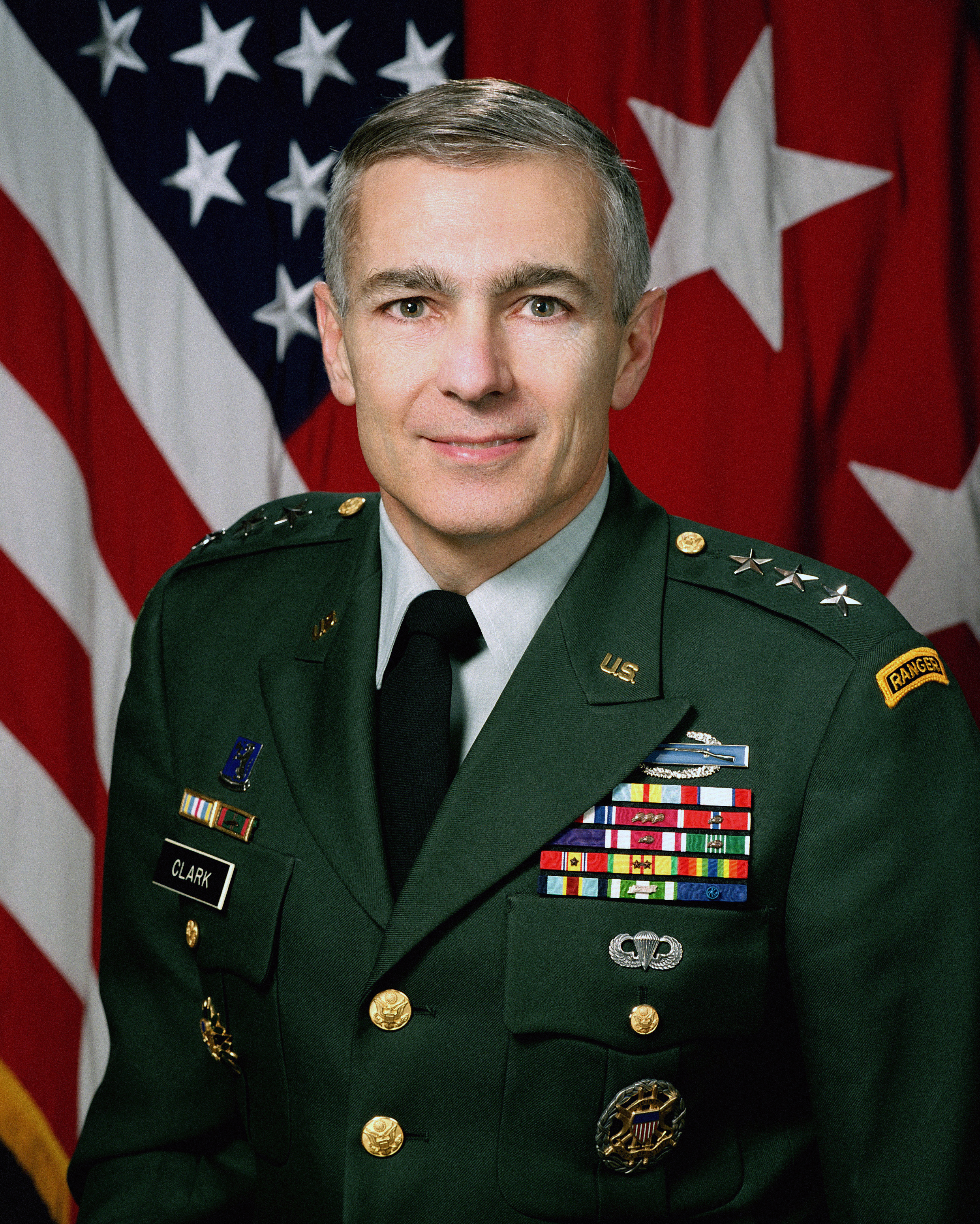
Wesley K. Clark na oficiální vojenské fotografii z roku 1996

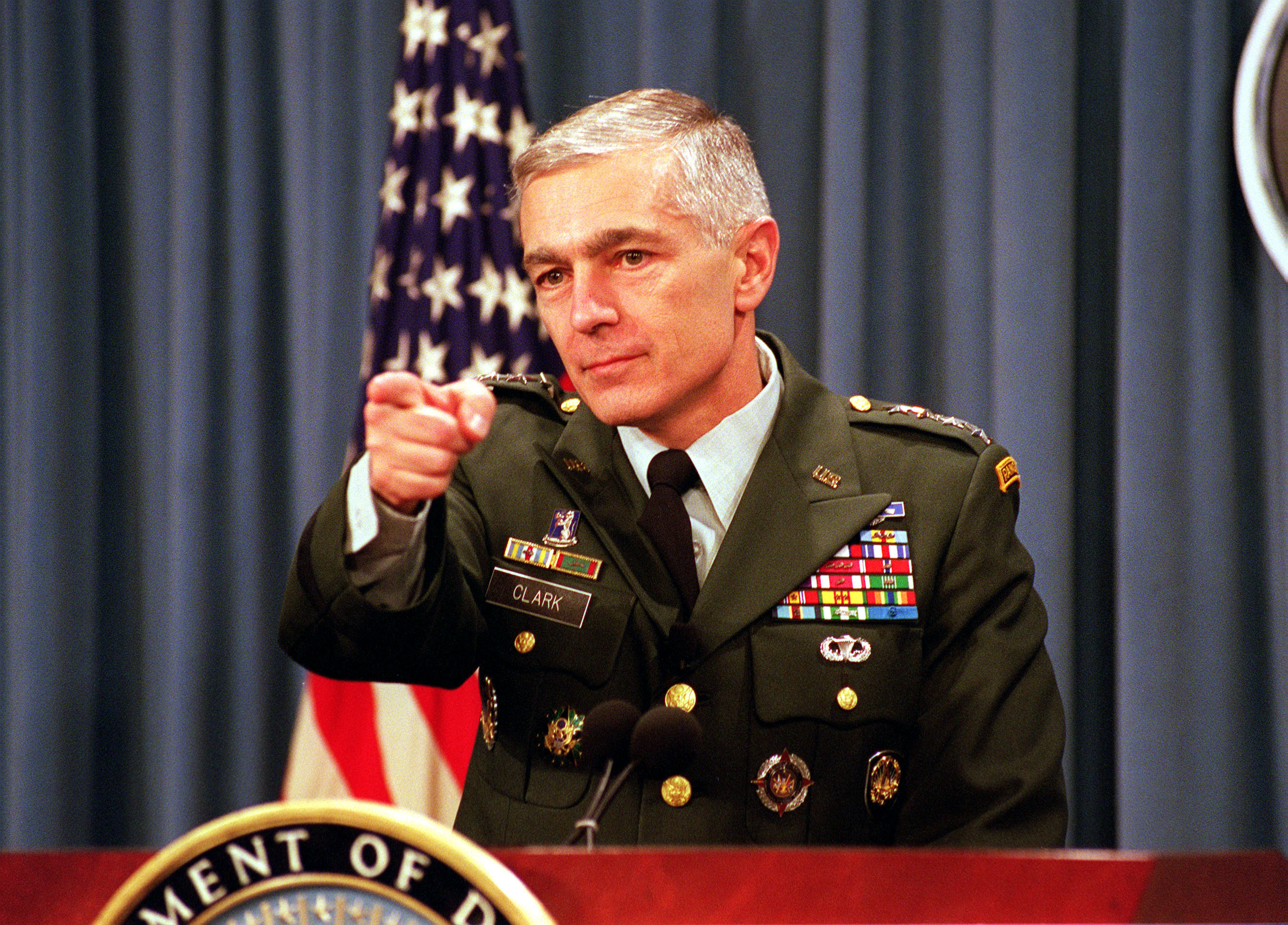
W. K. Clark v uniformě s řadou vyznamenáními, 2000

Wesley Kanne Clark, americký generál, obdržel během svého života řadu amerických i zahraničních řádů, medailí a dalších ocenění.

## Vyznamenání

### Americká vyznamenání

#### Vojenská americká vyznamenání
- Defense Distinguished Service Medal se čtyřmi dubovými listy
  - za službu v Bosně, za službu v U. S. Southern Command, za službu jako velitel během konfliktu v Kosovu a za službu jako Supreme Allied Commander v Evropě[1]
- Army Distinguished Service Medal s bronzovým dubovým listem[2]
  - během služby u 1. jízdní divize – 1994
  - při svém odchodu do výslužby – 2000
- Stříbrná hvězda – 1970[3]
- Legion of Merit se třemi bronzovými dubovými listy – 1979, 1983, 1986 a 1991[4]
- Bronzová hvězda s bronzovým dubovým listem – 1969 a 1970[5]
- Purpurové srdce – 1970[6]
- Medaile za vzornou službu s bronzovým dubovým listem – 1977 a 1985[7]
- Army Commendation Medal s bronzovým dubovým listem – 1969 a 1974[8]
- Joint Meritorious Unit Citation – 2000[9]
- Medaile za službu v národní obraně se služební hvězdičkou[10]
- Medaile za tažení ve Vietnamu se třemi služebními hvězdičkami[11]
- Medaile za tažení v Kosovu se služební hvězdičkou – 2000[12]
- Army Service Ribbon[13]
- Overseas Service Ribbon s award numeral 3
- Bojový odznak pěchoty[14]
- Nášivka Ranger[15]
- Parašutistický odznak[16]
- Army Staff Identification Badge[17]

#### Civilní americká vyznamenání
- Prezidentská medaile svobody – 2000[18]
- White House Fellowship – 1975[19]

- Legacy of Leadership Award – 1999[20]
- Lady Liberty Award for National Security and World Peace – 2000[21]
- Balkan Peace Award – 2001[22]
- Secretary of State's Open Forum Distinguished Public Service Award – 2001[23]
- Hanno R. Ellenbogen Citizenship Award – 2013[24]

### Zahraniční vyznamenání
Ústava Spojených států amerických zapovídá vládním úředníkům přijímat zahraniční šlechtické tituly bez souhlasu Kongresu. Řadoví občané k akceptaci zahraničních vyznamenání svolení Kongresu nepotřebují. Nicméně existuje i zákon Foreign Gifts and Decoration Act, který tento souhlas za určitých okolností udílí.
- Albánie
  -  medaile Řádu Skanderbega – 2000[25]

- Argentina
  -  velkokříž Květnového řádu, vojenská divize – 1997[26]

- Belgie
  -  velkostuha Řádu Leopoldova[27]

- Bulharsko
  -  Řád Madarského jezdce I. třídy – 2000[28]

- Česko
  -  Záslužný kříž ministra obrany České republiky I. třídy – 2000[29]

- Estonsko
  -  Řád orlího kříže I. třídy – 13. dubna 2000[30]

- Francie
  -  komandér Řádu čestné legie – 2000 – udělil prezident Jacques Chirac[31]
  -  důstojník Národního řádu za zásluhy

- Chorvatsko
  -  Řád knížete Trpimira – 2000[32]

- Itálie
  -  velkodůstojník Řádu zásluh o Italskou republiku – 24. března 2000[33]

- Kanada
  -  Meritorious Service Cross, vojenská divize – 2000[34]

- Litva
  -  velkokříž Řádu litevského velkoknížete Gediminase – 24. února 2000[35][36]

- Lucembursko
  -  velkodůstojník Řádu za zásluhy Lucemburského velkovévodství – únor 2000[37]

- Maďarsko
  -  velkodůstojník Záslužného řádu Maďarské republiky – duben 2000[38]

- Maroko
  -  velkostuha Řádu Ouissam Alaouite – 1998[39]

- Německo
  -  velkokříž Záslužného řádu Spolkové republiky Německo[40]

- Nizozemsko
  -  rytíř velkokříže Řádu dynastie Oranžsko-Nassavské s meči – březen 2000[41]

- Polsko
  -  velkodůstojník Řádu za zásluhy Polské republiky – prosinec 1999[42]

- Portugalsko
  -  velkokříž Medaile za vojenské zásluhy

- Slovensko
  -  Pamětní medaile ministra obrany Slovenské republiky I. třídy – 2000[43]

- Spojené království
  -  čestný rytíř-komandér Řádu britského impéria – 2000[44]

- Španělsko
  -  velkokříže Vojenského záslužného kříže s bílým odznakem – 2000[45]

- Vietnam
  -  Medaile za tažení ve Vietnamu[46]